# Heavy (Linkin Park)
Heavy is een nummer van de Amerikaanse rockband Linkin Park uit 2017, in samenwerking met de Amerikaanse zangeres Kiiara. Het is de eerste single van Linkin Parks zevende studioalbum One More Light.
"Heavy" heeft een ander geluid van voorgaande nummers van Linkin Park. Het nummer gaat namelijk veel meer de popkant op. De inspiratie voor het nummer kwam vanuit gesprekken die de bandleden met elkaar hadden over de problemen in hun levens. Zanger Chester Bennington beweerde dat hij persoonlijk moeite heeft met het leven, zelfs op dagen waarop hij zich goed voelt. Hij zei dat de openingszin van het nummer ("I don't like my mind right now") 24 uur per dag door zijn hoofd spookt. "Heavy" is het laatste Linkin Park-nummer uitgebracht tijdens Benningtons leven.
"Heavy" werd in een aantal landen een hit. In de Amerikaanse Billboard Hot 100 haalde het een 45e positie. In het Nederlandse taalgebied haalde het de 100e positie in de Nederlandse Single Top 100, en kwam het in Vlaanderen op de 4e positie in de Tipparade terecht.
Emily Armstrong · Chester Bennington · Rob Bourdon · Colin Brittain · Brad Delson 
Dave Farrell · Joe Hahn · Scott Koziol · Mike Shinoda · Mark Wakefield